# کاساتکینو
کاساتکینو (به لاتین: Kasatkino) یک منطقهٔ مسکونی در روسیه است که در استان آمور واقع شده‌است.